# Carlotta Conti
Carletta Conti née en mars 1890 et morte à une date indéterminée après 1938, est une actrice de théâtre et de cinéma française de l'entre deux-guerres.

## Biographie
En dehors des rôles qu'elle a interprété au théâtre et au cinéma des années 1910 aux années 1930, on ne sait pratiquement rien de Carletta Conti sinon qu'elle fut l'élève de Jules Leitner dans sa classe de tragédie au Conservatoire de Paris de 1910 à 1912 où elle n'obtint aucun prix.
On perd sa trace après un dernier rôle au cinéma dans La Goualeuse, un film de Fernand Rivers sorti en octobre 1938. Elle avait alors 48 ans.

## Carrière au théâtre
- 1918 : L'Art de tromper les femmes, comédie en 3 actes de Paul Ferrier et Pierre Veber, à la Comédie-Marigny (3 février)
- 1919 : La Vie amoureuse de Casanova, pièce en 3 actes de Maurice Rostand, au théâtre des Bouffes-Parisiens (22 février) : la Grande Duchesse
- 1919 : Le Voleur, pièce en 3 actes d'Henry Bernstein, au théâtre du Gymnase (2 octobre) : Isabelle Lagardes
- 1920 : Un Homme en habit, comédie en 3 actes d'André Picard et Yves Mirande, au théâtre des Variétés (mars)
- 1920 : Les Mille et Une Nuits, féérie orientale en 3 actes et 10 tableaux de Maurice Verne, mise en scène de Firmin Gémier, musique d'Henri-Maurice Jacquet et André Cadou, au théâtre des Champs-Élysées (mai) puis au théâtre des Variétés (13 juin) : la favorite
- 1920 : Les Ailes brisées, pièce en 3 actes de Pierre Wolff, au théâtre du Vaudeville (octobre)
- 1921 : Madame Sans-Gêne, comédie historique en 4 actes dont 1 prologue de Victorien Sardou et Émile Moreau, au théâtre de la Porte-Saint-Martin (7 mars) : la princesse Élisa
- 1921 : Sin, féerie chinoise en vers, en 1 prologue, 3 parties et 19 tableaux de Maurice Magre, musique d'André Gailhard, décors et costumes de Jean-Gabriel Domergue, au théâtre Fémina (17 octobre) : l'impératrice de Chine
- 1921 : Monsieur Beverley, pièce en 4 actes de Georges Berr et Louis Verneuil, d'après la pièce de Walter Hackett, au théâtre Fémina (5 décembre) : Lady Barton
- 1922 : Un Coup de téléphone, comédie-bouffe en 3 actes et 4 tableaux de Paul Gavault et Georges Berr, à l'Éden (9 février) : Éveline Pommier
- 1922 : Le Béguin, comédie en 3 actes de Pierre Wolff, au théâtre du Vaudeville (14 décembre) : Thérèse Gérard
- 1923 : L'Autruche, comédie en 3 actes de Romain Coolus, au théâtre Michel (26 janvier) : Gaby Verdier
- 1923 : L'Insoumise, pièce en 4 actes de Pierre Frondaie, au théâtre de la Renaissance (31 mars) : Hélène de Béreuze
- 1926 : La Rose de septembre, comédie en 3 actes de Jacques Deval, au théâtre de l'Athénée (2 mars) : Stania Berger
- 1929 : Coeur à gauche, pièce en 3 actes de Pierre Brasseur, au Studio des Champs-Élysées (janvier)
- 1929 : Le Procès de Mary Dugan, pièce en 3 actes de Bayard Veiller, adaptation française d'Henry Torrès et Horace de Carbuccia, au théâtre Apollo (17 janvier) : Gertrude Rice
- 1929 : Histoires de France, pièce en 4 actes et 14 tableaux de Sacha Guitry, mise en scène de l'auteur, musique d'Henri Büsser, au théâtre Pigalle (7 octobre) : la duchesse d'Étampes / la marquise de Las Marismas
- 1930 : Berlioz, pièce en 4 actes et 19 tableaux de Charles Méré, musique de scène extraite d'œuvres d'Hector Berlioz et de Richard Wagner, diffusée sur Radio-Paris (7 février) : Marie Recio
- 1931 : Le Roi masqué, pièce en 1 prologue, 3 actes et 8 tableaux de Jules Romains, mise en scène de Louis Jouvet, au théâtre Pigalle (17 décembre) : Mlle Sourval
- 1932 : L'Hermine, pièce en 3 actes de Jean Anouilh, au théâtre de l'Oeuvre (26 avril) : Mrs Bentz
- 1932 : Opportun, ou le Doyen des enfants de chœur, comédie en 3 actes de Maxime Léry[3] et Guy d'Abzac[4], au théâtre Albert 1er (12 novembre) : Augustine
- 1933 : Les Marchands de canons, pièce en 3 actes de Maurice Rostand, au Palace (28 avril) : Mme Waresquiel.

## Carrière au cinéma
- 1922 : La Loupiote, film en 4 épisodes de Georges Hatot, d'après le roman d'Aristide Bruant et Arthur Bernède : Mme Valcourt
- 1931 : Cœur de lilas d'Anatol Litvak : Madeleine Novion
- 1932 : Violettes impériales d'Henry Roussell : Mme de Berry-Fronsac
- 1938 : La Goualeuse de Fernand Rivers : Marthe de Servannes